# Ben Patterson
Ben Patterson (Pittsburgh, EUA, 29 de maig de 1934 – Wiesbaden, Alemanya, 25 de juny de 2016) fou membre fundador del grup Fluxus. Format en música clàssica, durant els anys cinquanta va tocar en diverses orquestres com a baix. A principis dels seixanta va endinsar-se en la música experimental i va participar en el Festival Internacional de Música Nova de Wiesbaden, considerat el punt de partida del grup Fluxus, al qual continuaria vinculat junt amb George Maciunas, La Monte Young, Nam June Paik o Yoko Ono, entre d'altres.